# A Casa Hogar megmentése
A Casa Hogar megmentése (eredeti cím: Blue Miracle) 2021-ben bemutatott amerikai kaland-drámafilm, melyet Julio Quintana rendezett Quintana és Chris Dowling forgatókönyvéből. A főszerepet Dennis Quaid, Raymond Cruz, Anthony Gonzalez, Jimmy Gonzales, Dana Wheeler-Nicholson, Fernanda Urrejola és Bruce McGill alakítja.
A megtörtént események alapján készült filmet 2021. május 27-én adta ki a Netflix.

## Cselekmény
A mexikói Cabo San Lucasban, a becsületes jótevő Omar (Jimmy Gonzalez) a Casa Hogar nevű árvaházat vezeti, aminek nagy szüksége volna pénzre, hogy a gyerekek ne váljanak hajléktalanná. Adományozók hiányában és a helyi bank követelése miatt mihamarabb 112 ezer dollárra lenne szükség.
Megoldása erre a szorult helyzetre meglehetősen szokatlan, ha nem is teljesen rendhagyó: benevez a világ legjobban fizető horgászversenyére egy csapat kölyökkel, akik még nem tudják, mire vállalkoztak. Eközben összebarátkoznak egy Wade Malloy (Dennis Quaid) nevű idős halásszal. A mogorva részeges férfi már kétszer megnyerte a szóban forgó horgászversenyt, így Omar joggal feltételezi, hogy ért valamit hozzá.
Wade elvállalja a megmentő szerepét, miközben belső démonaival küzd: tönkrement házasság, elhidegült utód, sikertelen karrier.

## Szereplők
| Szerep        | Színész                | Magyar hang         |
| ------------- | ---------------------- | ------------------- |
| Wade          | Dennis Quaid           | Kőszegi Ákos        |
| Omar          | Jimmy Gonzales         | Pál András          |
| Moco          | Miguel Angel Garcia    | Bogdán Gergő        |
| Gekkó         | Anthony Gonzalez       | Tóth Márk           |
| Csőrike       | Steve Gutierrez        | Kovács András Bátor |
| Hollywood     | Nathan Arenas          | Kálmán Barnabás     |
| Wiki          | Isaac Arellanes        | Kretz Boldizsár     |
| Chato         | Silverio Palacios      | Szokol Péter        |
| Tricia Bisbee | Dana Wheeler-Nicholson | Szórádi Erika       |
| Becca         | Fernanda Urrejola      | Németh Borbála      |
| Wayne         | Bruce McGill           | Barbinek Péter      |
| Hector        | Raymond Cruz           | Faragó András       |

## Gyártás
A felvételeket többnyire a Dominikai Köztársaságban található La Romanában, többek között a Casa de Campóban forgatták.

## Számlista
A film a Panorama (Gawvi), Sin Vergüenza és a Reach Records által készített albumok dalait tartalmazza.
1. Fight For Me (Blue Miracle Version) – GAWVI feat. Lecrae and Tommy Royale (3:22)
2. La Fiesta – Lecrae & Funky (3:32)
3. Qué Pasó – GAWVI (3:36)
4. Paradise – 1k Phew (3:21)
5. Ambiente – WHATUPRG & Tommy Royale (3:12)
6. Forty5 – GAWVI feat. Parris Chariz & Tommy Royale (4:03)
7. Mejor – Antonio Redes (3:04)
8. DICEN – GAWVI (3:51)
9. BUSO – Tommy Royale & Angie Rose (3:08)
10. NI AQUI – WHATUPRG (2:44)
11. TRAPCHATA – GAWVI (4:43)

## Fordítás
- Ez a szócikk részben vagy egészben  a   Blue Miracle (film) című angol Wikipédia-szócikk fordításán alapul.  Az eredeti cikk szerkesztőit annak laptörténete sorolja fel. Ez a jelzés csupán a megfogalmazás eredetét és a szerzői jogokat jelzi, nem szolgál a cikkben szereplő információk forrásmegjelöléseként.